# مارتین هلمه
مارتین هلمه (استونیایی: Martin Helme؛ زادهٔ ۲۴ آوریل ۱۹۷۶) سیاست‌مدار اهل استونی است.
وی از آوریل ۲۰۱۹ تا ژانویه ۲۰۲۱ وزیر دارایی استونی بود، هلمه از ژوئیه ۲۰۱۹ رهبر حزب محافظه‌کار خلق استونی می‌باشد.